# El asaltante
El asaltante es una película dramática policial argentina de 2007 dirigida y escrita por Pablo Fendrik. Está protagonizada por Arturo Goetz y Bárbara Lombardo. La película se estrenó mundialmente el 9 de abril del 2007 en el Buenos Aires Festival Internacional de Cine Independiente, mientras que su estreno comercial en las salas de cines de Argentina fue el 9 de abril de 2009.

## Sinopsis
Cuenta la historia de Ramos, un hombre que, durante un mañana en el transcurso de dos horas, se dedica a robar el dinero de varios colegios privados pasando por desapercibido como un padre que tiene que pagar la cuota.

## Elenco
- Arturo Goetz como Ramos
- Bárbara Lombardo como Mesera
- Guillermo Arengo como Pablo Saravia
- Maya Lesca como Patricia
- Juan Pablo Piemonte como Farmacéutico
- Verónica Piaggio como Administrativa
- Germán de Silva como Encargado del bar
- María Laura Cali como Mamá de Martín
- Julia Martínez Rubio como Empleada del local deportivo

## Recepción

### Comentarios de la crítica
La película recibió reseñas positivas por parte de la prensa. Horacio Bernades de Página 12 expresó que «la ópera prima de Fendrik podría tomarse por una hermana menor de la serie 24». Andrés Fevrier de Cinematófilos manifestó que «El asaltante es un buen ejemplo de que el cine puede involucrase con lo real» y Goetz ofrece «otra buena interpretación». Diego Batlle de Otros cines resaltó que «en su debut en el largometraje, Fendrik trasciende el mero ejercicio de estilo, el regodeo visual y los alardes técnicos».

### Premios y nominaciones
| Lista de premios y nominaciones | Lista de premios y nominaciones                           | Lista de premios y nominaciones | Lista de premios y nominaciones | Lista de premios y nominaciones | Lista de premios y nominaciones |
| Año                             | Organización                                              | Categoría                       | Nominado/a(s)                   | Resultado                       | Ref(s)                          |
| ------------------------------- | --------------------------------------------------------- | ------------------------------- | ------------------------------- | ------------------------------- | ------------------------------- |
| 2007                            | Buenos Aires Festival Internacional de Cine Independiente | Mejor actor                     | Arturo Goetz                    | Ganador                         | [ 8 ]                           |
| 2009                            | Premios Clarín                                            | Mejor ópera prima               | El asaltante                    | Ganador                         | [ 9 ] [ 10 ]                    |
| 2009                            | Premios Clarín                                            | Mejor dirección                 | Pablo Fendrik                   | Nominado                        | [ 9 ] [ 10 ]                    |
| 2009                            | Premios Clarín                                            | Mejor actor                     | Arturo Goetz                    | Nominado                        | [ 9 ] [ 10 ]                    |
| 2009                            | Premios Sur                                               | Mejor ópera prima               | El asaltante                    | Ganador                         | [ 11 ] [ 12 ]                   |
| 2009                            | Premios Sur                                               | Mejor actor                     | Arturo Goetz                    | Nominado                        | [ 11 ] [ 12 ]                   |
| 2009                            | Premios Sur                                               | Mejor guion original            | Pablo Fendrik                   | Nominado                        | [ 11 ] [ 12 ]                   |
| 2010                            | Premios Cóndor de Plata                                   | Mejor ópera prima               | El asaltante                    | Ganador                         | [ 13 ] [ 14 ]                   |
| 2010                            | Premios Cóndor de Plata                                   | Mejor actor                     | Arturo Goetz                    | Nominado                        | [ 13 ] [ 14 ]                   |